# Adriana Málková
Adriana Málková (Praag, 11 oktober 1976) is een Tsjechisch (naakt)model dat echter vooral grote bekendheid kreeg in Nederland na publicatie in onder meer de bladen Penthouse, Hustler, Foxy en Aktueel, en als 'gezicht' van de erotiekwinkels van Christine LeDuc.
Málková groeide op in Praag, en werkt daar momenteel  nog steeds als styliste en danseres. In 1996, tijdens een rondreis door de Verenigde Staten, besloot ze als pornoactrice te gaan werken. Ze verscheen echter in slechts één film, waarna ze het voor gezien hield.
Tot 2003 werkte ze bijna uitsluitend voor een Nederlands modellenbureau gevestigd in Den Haag, maar sindsdien werkt ze in heel Europa, en is ze regelmatig verschenen in Engelse bladen van uitgever Paul Raymond zoals Mayfair en Club International. Ze werkte in onder meer Italië, Duitsland, Frankrijk, Portugal en Spanje.
Verschillende websites claimen de officiële website van Málková te zijn, waaronder AdrianaMalkova.com en AdrianTyler.com; zij heeft echter met deze sites niets van doen.